# Frédéric-Shimon Hammel
Pour les articles homonymes, voir Hammel.
Frédéric-Shimon Hammel, né le 8 septembre 1907 à Strasbourg et mort le 16 juillet 2001 à Beït Shéan en Israël, est un professeur de chimie et résistant français, qui prend, après l'indépendance d'Israël, la nationalité israélienne.

## Éléments biographiques
Frédéric Hammel naît dans une famille juive assimilée et ne s’intéresse au judaïsme qu’à quatorze ans, à la suite de ses contacts avec le rabbin Arthur Weil, disciple du grand-rabbin Ernest Weill. En 1928, il rejoint les Éclaireurs Israélites de France ou EIF, mouvement scout juif créé en 1923 par Robert Gamzon. Il y devient commissaire national et reste connu sous le totem de Chameau. Il épouse en 1931 une autre membre des EIF, Jeanne Weill-Oberdorfer connue sous le totem de Fourmi. Deux enfants naissent avant la guerre, un troisième après la guerre.
Docteur en chimie, il devient assistant à la faculté des sciences de Strasbourg.
Après la débâcle, il reprend contact avec Robert Gamzon et sous couvert de créer un chantier de jeunesse tel que prôné par le régime de Vichy, Frédéric Hammel crée avec sa femme durant l'été 1941 le centre agricole de Taluyers (Rhône) où il accueille plusieurs dizaines de jeunes garçons et filles juifs. Quand les rafles et les déportations commencent en zone sud, Chameau et Fourmi doivent disperser les jeunes dans des familles d'accueil et dans le couvent du Carmel de Moissac. Chameau crée alors à l'été 1942 un autre centre de jeunesse, La Pierre Blanche, au milieu du plateau du Vivarais (Ardèche). Dès lors les EIF de Gamzon et Hammel et le Mouvement des Jeunes Sionistes (MJS) créé par Simon Levitte (l'oncle de Jean-David Levitte) vont pleinement collaborer pour le sauvetage des enfants, jeunes et adultes juifs auxquels Chameau fait passer la frontière espagnole. Malgré une arrestation suivie d'une rapide libération, il peut continuer son œuvre de sauvetage jusqu'à la Libération.
Après la guerre, Frédéric Hammel et sa famille émigrent en Israël au kibboutz Ein Hanatsiv, un kibboutz religieux créé par des juifs français et faisant partie du mouvement Mizrahi. Il y enseigne la chimie.

## Œuvre
- Souviens-toi d'Amalek : Témoignage sur la lutte des Juifs en France, 1938-1944, CLKH, 1982

## Postérité
Depuis 2001, le groupe local des EEIF de Strasbourg porte le nom de Strasbourg-Frédéric Hammel.

## Sources
- « Frédéric-Shimon Hammel « Chameau » », Site du judaïsme d'Alsace et de Lorraine (consulté le 30 janvier 2009)
- Marc Fineltin, « Hammel Frédéric », Mémoires et espoirs de la Résistance (consulté le 30 janvier 2009)